# International Uniform Chemical Information Database
IUCLID, acronimo di International Uniform ChemicaL Information Database è un software applicativo pubblico per acquisire, immagazzinare, gestire e scambiare informazioni sulle proprietà intrinseche e gli effetti delle sostanze chimiche. È principalmente rivolto alle industrie chimiche e alle amministrazioni pubbliche.
IUCLID è sotto la responsabilità dell'Ufficio europeo delle sostanze chimiche (ECB), sezione dell'Istituto per la Salute e Protezione dei Consumatori (IHCP) afferente al Centro Comune di Ricerca (JRC) della Commissione europea, ed è distribuito gratuitamente. La versione 5 è stata sviluppata e resa pubblica dal giugno 2007; IULCID 5 è lo strumento fondamentale per l'industria chimica per adempiere agli obblighi imposti da REACH, la legge dell'Unione europea che regola la produzione, l'importazione e l'utilizzo delle sostanze chimiche nei territori dell'Unione.

## Cronistoria

### IUCLID versione 1÷4
- 1993: Prima versione di IUCLID sviluppata per adempiere agli obblighi imposti dal Regolamento sulle Sostanze Chimiche Esistenti (793/93/EEC).
- 1999: IUCLID diventa il software raccomandato per aderire al programma OECD HPV .
- 2000: IUCLID è il software prescritto per la notificazione delle sostanze attive previste dalla legislazione europea sui Biocidi (Art. 4 del regolamento 1896/2000/EC). IUCLID 4 è attualmente installato nel mondo in circa 500 organizzazioni (industrie chimiche, autorità competenti degli Stati Membri, segretariato OCSE (OECD), US-EPA, il ministero dell'economia, commercio e industria giapponese e presso numerosi consulenti).

### IUCLID 5
Nel 2003, quando fu chiaro che la proposta per il regolamento REACH sarebbe stata adottata dall'Unione europea, la Commissione Europea decise di revisionare completamente IUCLID 4 e creare una nuova versione, IUCLID 5, utilizzabile dalle industrie chimiche per adempiere all'obbligo di fornire le informazioni richieste dal nuovo regolamento REACH.
IUCLID è inoltre menzionato nell'articolo 111 del regolamento REACH come lo strumento da utilizzare per creare banche dati e preparare i relativi fascicoli.

## IUCLID 5

### Formato dati e scambio dati
Le informazioni che possono essere immagazzinate e gestite utilizzando IUCLID includono quelle relative a:
- I soggetti che utilizzano IUCLID (siti di produzione, contatti etc.);
- Le sostanze gestite dalle industrie, e precisamente la loro composizione, informazioni aggiuntive come numeri CAS e altri identificatori, classificazione ed etichettatura[2], proprietà chimico-fisiche, tossicologiche ed eco-tossicologiche.

L'OCSE e la Commissione Europea hanno raggiunto un accordo sul formato standard XML (OCSE modelli armonizzati - OECD Harmonized Templates) nel quale le informazioni sono conservate per un facile scambio di dati. IUCLID 5 è il primo software applicativo, accettato da una moltitudine di autorità nazionali e internazionali. Numerosi attori sono stati coinvolti nella creazione e nella revisione dei formati standard dell'OCSE (OECD Harmonized Templates), e tra loro il Business and Industry Advisory Committee (BIAC), l'OCSE (OECD), il Consiglio Europeo delle Industrie Chimiche (CEFIC) e altri organi e autorità.

### Possibili utilizzi
Tutti possono utilizzare un'installazione locale di IUCLID 5 per raccogliere, immagazzinare gestire e scambiare importanti informazioni sulle sostanze chimiche. Nel caso che un'industria chimica debba adempiere agli obblighi REACH, tutti i dati salienti di IUCLID possono essere utilizzati per creare un dossier REACH da essere inviato all'Agenzia Chimica Europea (ECHA).
Oltre alla creazione di dossier per REACH, i dati IUCLID 5 possono essere utilizzati per un grande numero di altri scopi, grazie alla compatibilità del formato IUCLID 5 e quelli standard dell'OCSE (OECD Harmonized Templates). Lo staff progettuale di IUCLID della Commissione Europea e le autorità internazionali, stanno attualmente deliberando ulteriori progetti di accettazione del formato IUCLID 5 anche per giurisdizioni differenti da REACH. Le legislazioni e i programmi sotto i quali i dati IUCLID 5 sono sicuramente accettati sono:
- OECD HPV Chemicals Programme[3]
- US HPV Challenge Programme[4]
- Japan HPV Challenge Programme[5] (insieme alla guida OCSE per completare i dossier SIDS[6]).

Il modello dati di IUCLID 5 è utilizzabile anche per fitofarmaci. Un dataset preparato per una sostanza REACH può pertanto essere completato con i dati sulle possibili proprietà dei principi attivi ed essere riutilizzato per riportare informazioni obbligatorie da fornire nell'ambito del regolamento europeo sui biocidi.

### Disponibilità
IUCLID 5 è disponibile gratuitamente dal 12 giugno 2007 sul sito IUCLID. Il sito web è operativo dal 1º giugno 2007, e tutti gli interessati possono registrarsi.

### Tecnologia
IUCLID 5 è un'applicazione Java, che utilizza il framework Hibernate per persistenza. Utilizza un'interfaccia grafica (GUI) Java Swing e può essere rilasciato sia su singola workstation sia in ambiente distribuito.
IUCLID 5 offre la possibilità di essere installato come sistema open source, che utilizza Tomcat come web container e PostgreSQL come database management system (DBMS) oppure ricorrendo a software commerciale, con server Web Logic, BEA Systems come application server e/o Oracle come database management system.
IUCLID funziona su qualsiasi PC. Per prestazioni ottimali, la RAM non dovrebbe essere inferiore a 1 GB.